# Tillandsia santieusebii
Tillandsia santieusebii là một loài thực vật có hoa trong họ Bromeliaceae. Loài này được Morillo & Oliva-Esteve mô tả khoa học đầu tiên năm 2007.